# Polsterzipf

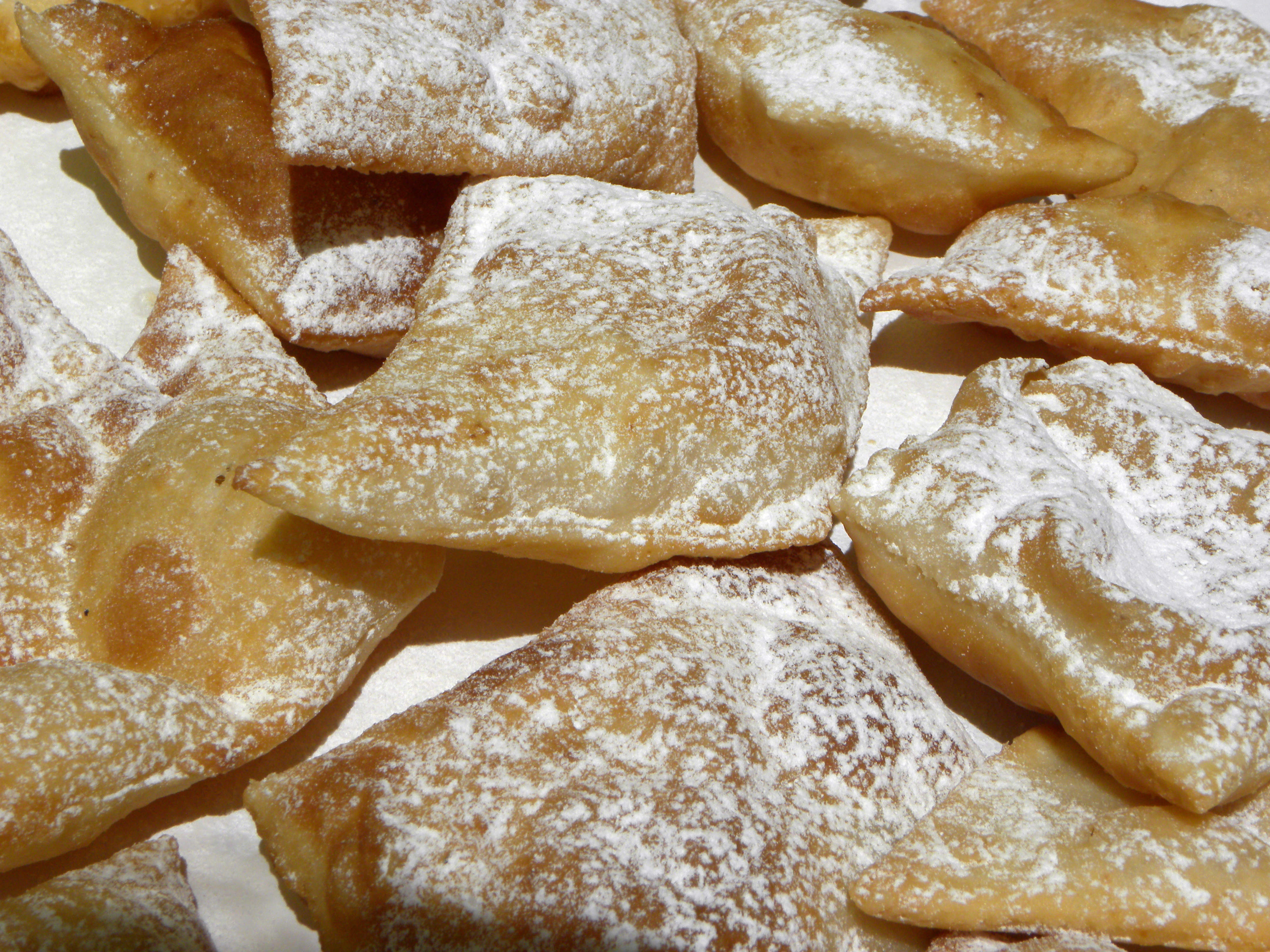
Polsterzipfl beim Mönichwalder Krapfenkirtag.

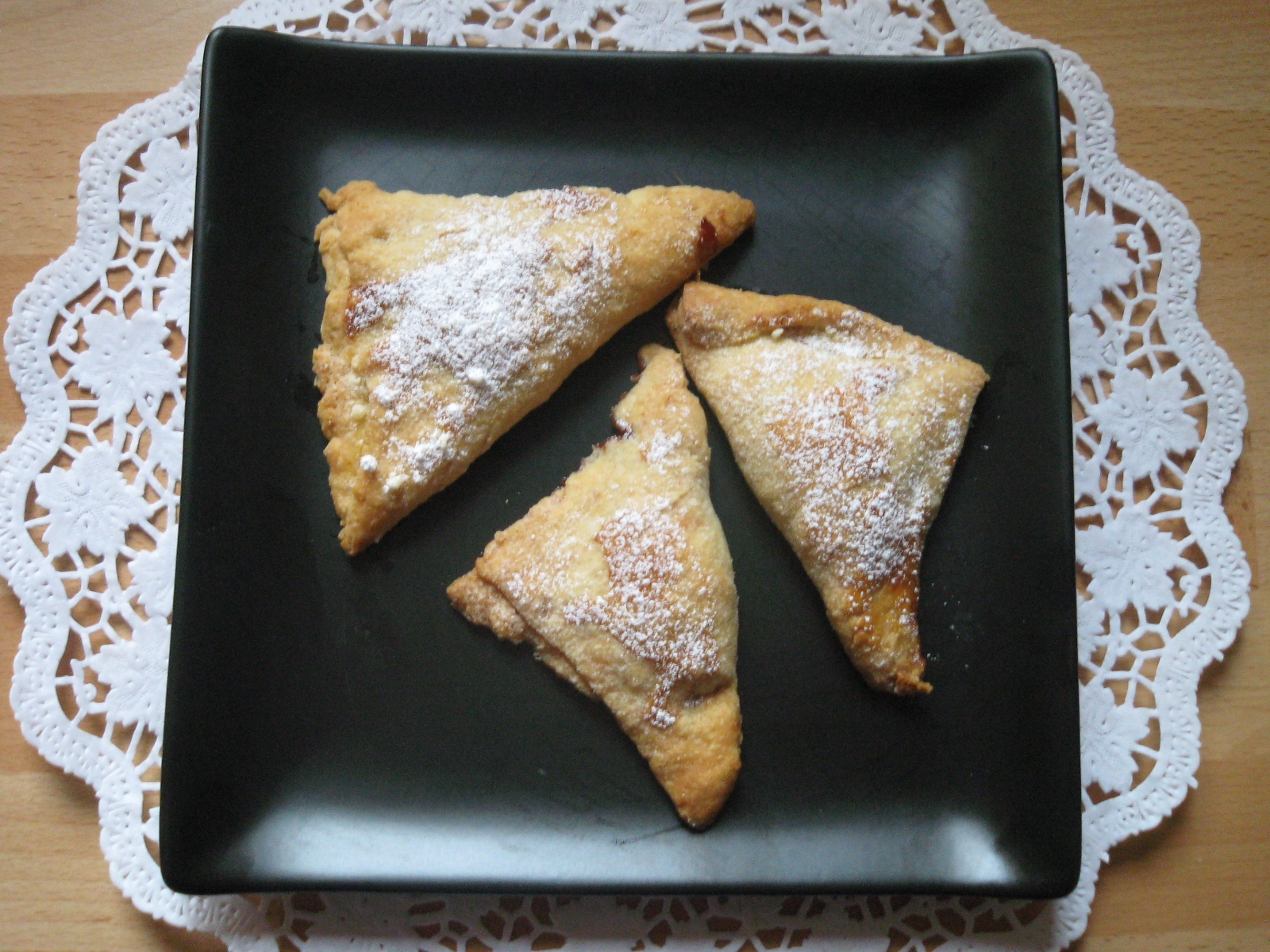
Polsterzipf

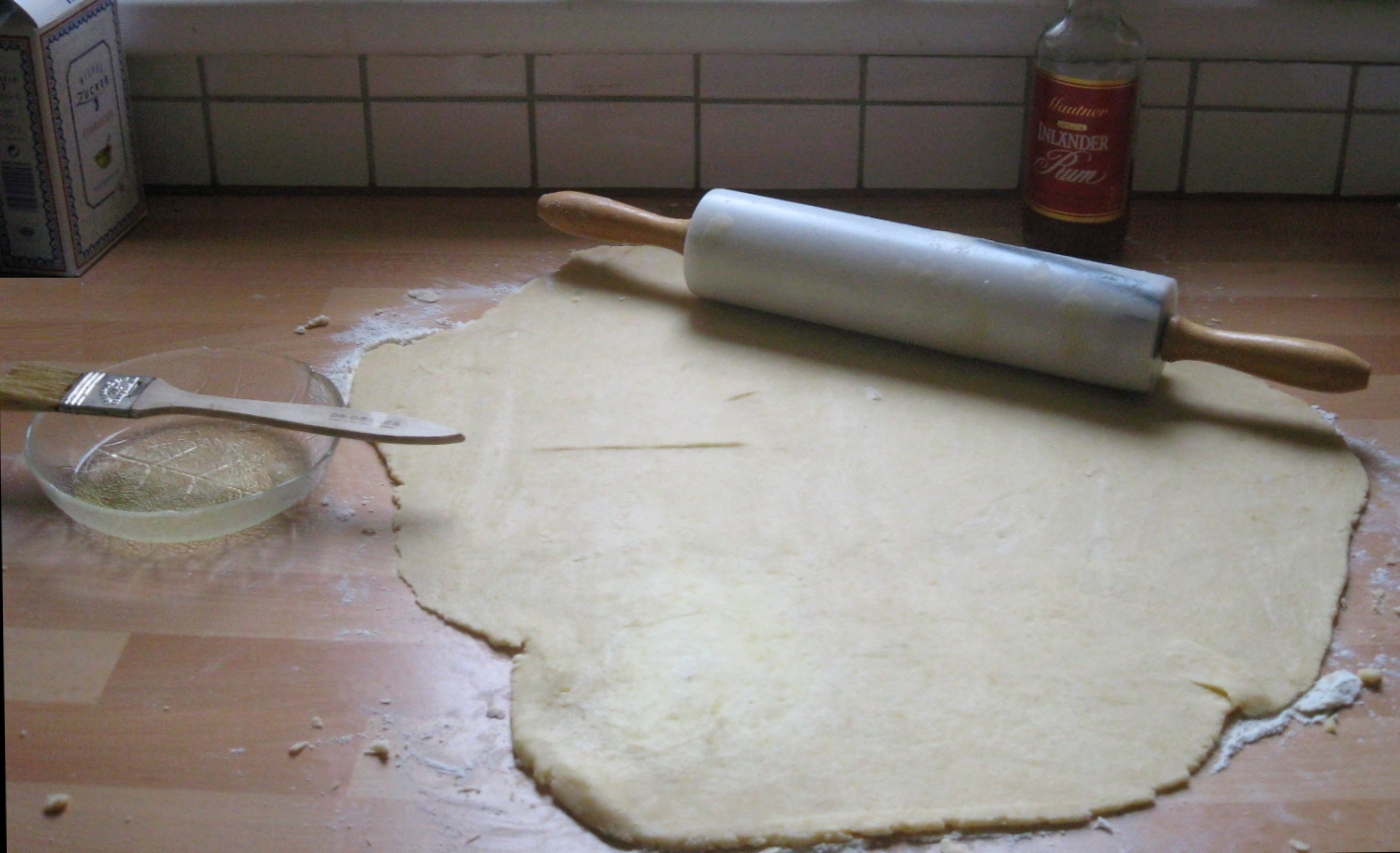
Mürbteig für Polsterzipf

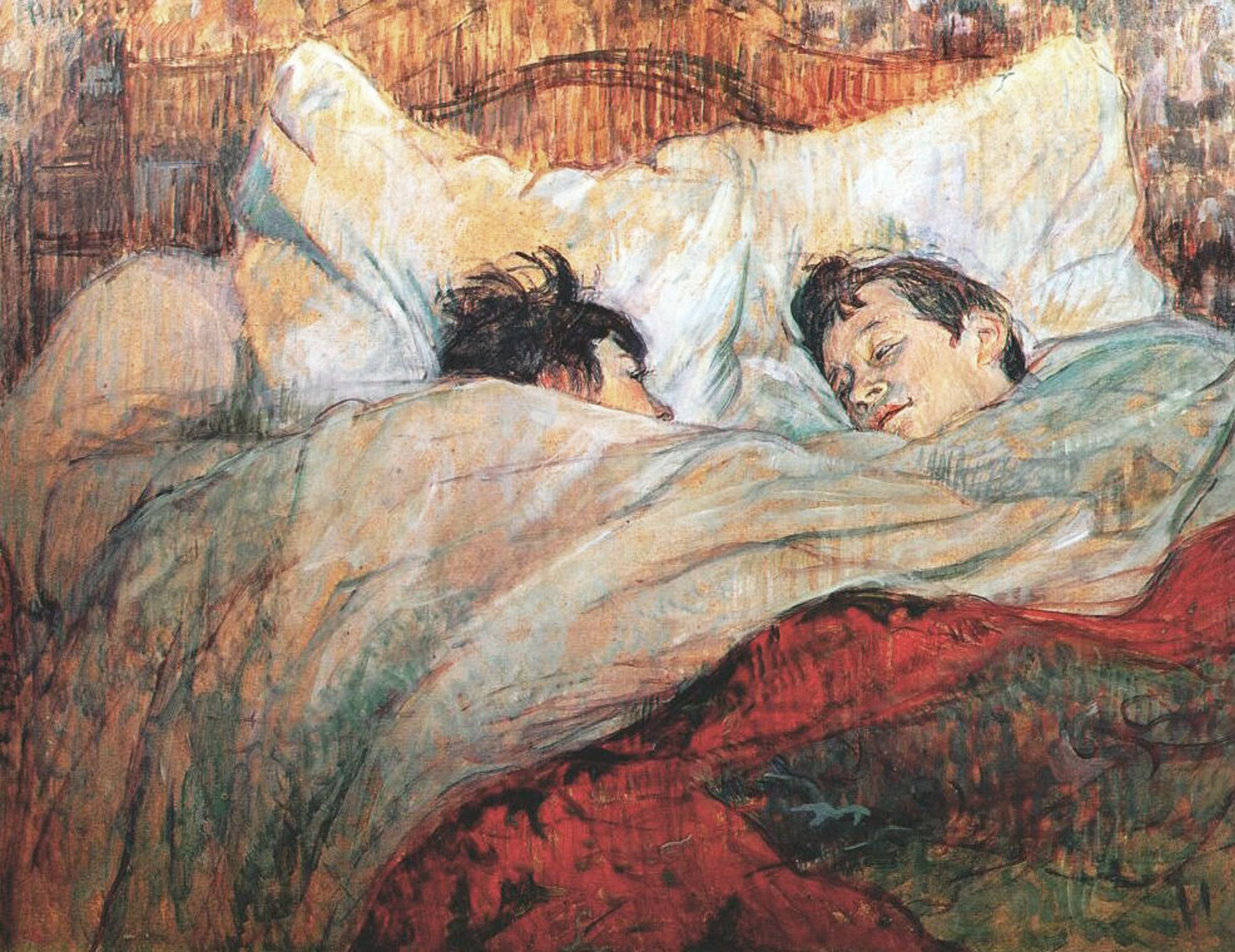
Die Kissenform gab dem Gebäck seinen Namen. Hier Das Bett von Henri de Toulouse-Lautrec, Musée d’Orsay Paris.

Polsterzipf, auch Wiener Polsterzipf, ist eine traditionelle österreichische Mehlspeise. Es handelt sich dabei um ein frittiertes Gebäck, das mit Marmelade gefüllt ist. Die Bezeichnung Hasenöhrl wird meist für die ungefüllte Variante verwendet, die Bezeichnung Schifferl kommt gelegentlich in der Literatur vor. Ihren Namen hat die Mehlspeise von ihrer Form, die an einen Kissenzipfel erinnert.

## Zubereitung
Als Teig verwendet man Mürbteig, Blätterteig oder Teigvarianten mit Topfen. Man schneidet aus dem ausgerollten Teig Rechtecke aus, die man in der Mitte mit Marmelade füllt und zu Dreiecken zusammenklappt. Besonders beliebt ist dabei die Ribiselmarmelade. Die Polsterzipfe oder Polsterzipfln werden im heißen Schmalz schwimmend herausgebacken, wodurch sich die Dreiecke kissenförmig aufblähen. Die Hasenöhrln werden als längliche Rauten aus dem Teig geschnitten (oder ausgeradelt) und meist nicht gefüllt. Die fertig gebackene Mehlspeise wird mit Staubzucker bestreut. Fernsehkoch Andreas Wojta gibt die Zubereitungszeit mit einer Stunde an.

## Verwendung
Die Polsterzipfe finden als einfache Hauptspeise oder als Nachspeise Verwendung. In der bäuerlichen Küche und in Rezepten für die kleine Brieftasche wird diese einfache Süßspeise gelobt.
Polsterzipfe gelten auch als typische Mehlspeise, die man auf Weihnachtsmärkten erwerben kann.

## Geschichtliches
Bereits im Jahr 1547 kommt im Kochbuch des Balthasar Staindl ein Rezept „Hasen eerlen zubachen“ (Hasenöhrlein zu backen) vor. Zu Zeiten Erzherzog Johanns ist im Kochbuch der Anna Plochl dieses Gebäck nachgewiesen. Die Zutatenliste des handschriftlichen Kochbuches lautet: „3/4 Pfund Mehl, 1 1/2 Vierting Butter, 1 Suppenschale Wasser, Eier zum Anstreichen, Schmalz zum herausbacken, Eingesottenes zum Füllen.“
Ebenso kommt das Rezept im Standardwerk „Wiener Küche“ vor, herausgegeben von den Kunerolwerken 1926.
Auch in alten handschriftlichen Kochbüchern der Sammlung der OÖ Landesmuseen kann man die Rezepte für Hasenöhrl und Polsterzipf nachlesen. Dort sind noch die alten Schreibweisen „Hahsen Öhrl“ und „Bölsterl zubachen“ zu finden.
Die Verbreitung des Begriffs „Polsterzipf“ ist in den Bundesländern Wien und Niederösterreich besonders häufig.

## Polsterzipf in der zeitgemäßen Küche
Auch heute sind Polsterzipfe eine beliebte Speise. In der Kochsendung Frisch gekocht mit Andi und Alex des ORF wurde ein zeitgemäßes Rezept vorgestellt. Dabei wird der Mürbteig nicht in Schmalz schwimmend herausgebacken, sondern fettsparend im Backrohr gebacken. Polsterzipfe werden sogar für Diätzwecke empfohlen und sind Teil der Ausbildung sowohl an der Genussakademie im Stift Zwettl als auch in den Tourismusschulen.

## Tradition
In den Bundesländern Wien und Niederösterreich gilt der Polsterzipf als traditionelle Mehlspeise.
Auch aus der Sicht der Kochbücher aus anderen Ländern finden sich die Polsterzipfe als typisch österreichisches Gericht. Polsterzipfe werden auch als typisch für ein Törggelen-Buffet genannt. Im Österreichischen Kochbuch werden die Polsterzipfe und die Hasenöhrln als typische österreichische Mehlspeisen bezeichnet.

## Aus dem Duden
„Polsterzipf, der (auch bayr.): 1. Zipfel eines Kissens. 2. in Schmalz gebackene Mehlspeise aus Butterteig, in Dreiecke oder Quadrate geformt und mit Konfitüre gefüllt: Jeweils von 11 bis 15 Uhr ist der Tisch mit bodenständigen Schmankerln wie … Mohnnudeln, Polsterzipf, Mostbraten … gedeckt. (OÖN 14. 4. 01). ↑Zipf“

## Trivia
In Österreich ist mancherorts die Bezeichnung „Es schneit Polsterzipf(e)“ gebräuchlich, womit besonders starker Schneefall in großen Flocken gemeint ist. Der Begriff taucht dort auch in der Redewendung Der Polsterzipf lässt mich nicht los auf. Gemeint ist damit die Schwierigkeit, morgens aus dem Bett aufzustehen.
Die Polsterzipfmethode von Peter Schröcksnadel hat nichts mit der Mehlspeise zu tun, sondern mit der ursprünglichen Bezeichnung für Kissenzipfel. In einem Interview mit dem Standard erklärte der ÖSV-Präsident, wie er Felix Gottwald die Teilnahme an den Olympischen Spielen Vancouver 2010 ermöglicht hat: „Mit der Polsterzipf-Methode. Du greifst dir einen Polsterzipf, du ziehst und ziehst und ziehst, und irgendwann gehört dir der ganze Polster.“
Peter Hirsch von den Oberösterreichischen Nachrichten beschäftigte sich in einer Kolumne mit dem Vergleich von industriell hergestellten und hausgemachten Polsterzipfen.